# Bilorichenski
Bilorichenski (en ucraniano: Білоріченський, romanizado: Bilorichenskyi; en ruso: Белореченский, romanizado: Belorechenski) es un asentamiento urbano ucraniano perteneciente al óblast de Lugansk. Situado en el este del país, hasta 2020 era parte del raión de Lutúgine, pero hoy es parte del raión de Lugansk y del municipio (hromada) de Lutúgine. Sin embargo, según el sistema administrativo ruso que ocupa y controla la región, Bilorichenski sigue perteneciendo al raión de Lutúgine.
El asentamiento se encuentra ocupado por Rusia desde la guerra del Dombás, siendo administrado como parte de la de facto República Popular de Lugansk y luego ilegalmente integrada en Rusia como parte de la República Popular de Lugansk rusa.

## Geografía
Bilorichenski está a orillas del río Bila, 12 km al noroeste de Lutúgine y 20 km al suroeste de Lugansk.

## Historia
El pueblo de Bilenke (en ucraniano: Біленьке) surgió en la segunda mitad del siglo XVIII. El nombre moderno del asentamiento de tipo urbano proviene de la mina Bilorichenska, que se construyó cerca del pueblo de Bilenkoi (en ucraniano: Біленької) a principios del siglo XX. 
Sin embargo, el actual Bilorichenski fue fundado en 1951 asociado a las minas de la zona y en 1957 recibió el estatus de asentamiento de tipo urbano. 
Desde 2014, Bilorichenski ha sido controlada por las fuerzas de la autoproclamada República Popular de Lugansk.

## Demografía
La evolución de la población entre 1989 y 2022 fue la siguiente:
| 5601                                                          | 3443 | 3334 | 3194 | 3168 | 3110 |
| (Fuente: Cities & Towns of Ukraine y UKRAINE: Größere Städte) |      |      |      |      |      |

Según el censo de 2001, la lengua materna de la mayoría de los habitantes, el 74,73%, es el ruso; del 29,7% es el ucraniano.

## Infraestructura

### Transporte
Bilorichenski se encuentra en el ramal ferroviario Rodakove-Lutúgine.